# 化香树
化香树（学名：Platycarya strobilacea），为胡桃科化香树属下的一个植物种。因老干燃烧具香气而得名。
化香树是较原始的被子植物，雌雄同株而异花，聚合果呈假毬果状。种子有狭翅，类似带翅松子。

## 延伸阅读
[在维基数据编辑]
 《植物名實圖考·化香樹》，出自吳其濬《植物名實圖考》

## 參閱
- 蟲屎茶(Insect tea)

## 外部連結
- Illustration in der Flora of China. （页面存档备份，存于）